# Khloponin
Khloponin - Хлопонин (rus) - és un khútor del krai de Krasnodar, a Rússia. Es troba al Caucas Nord, a la vora esquerra del riu Urup, a 13 km al sud d'Otràdnaia i a 222 km al sud-est de Krasnodar. Pertany a l'stanitsa de Malotenguínskaia.